# Роджерс, Хенк
Хе́нк Брауэр Ро́джерс (англ. и нидерл. Henk Brouwer Rogers; род. 24 декабря 1953, Амстердам) — американский геймдизайнер и предприниматель голландско-индонезийского происхождения. Он известен созданием первой крупной японской пошаговой ролевой видеоигры The Black Onyx. Кроме того, Роджерс получил права на распространение головоломки Tetris на игровых приставках, что способствовало её глобальной популярности. Он стал основателем компаний Bullet-Proof Software и The Tetris Company, которая управляет правами на торговую марку Tetris. Он сыграл важную роль в урегулировании лицензионных споров относительно торговой марки Tetris, что сделало возможным выпуск Tetris на Game Boy. Является управляющим директором The Tetris Company.

## Карьера
Роджерс окончил среднюю школу Стайвесант в Нью-Йорке в 1972 году. После этого он переехал на Гавайские острова, где занялся изучением компьютерных наук в Гавайском университете.
В 1980-е годы Хенк Роджерс, будучи основателем и главой компании Bullet-Proof Software, заинтересовался игрой Tetris — разработанной Алексеем Пажитновым — после того, как она стала популярной в Европе. Он был уверен, что игра обладает огромным потенциалом на мировом рынке и решил приобрести права на неё. Для этого Роджерс заключил сделку с корпорацией Nintendo на получение прав на игру для разрабатываемой игровой системы Game Boy, и отправился в Советский Союз, где организация Электроноргтехника (ЭЛОРГ) занималась разработкой программного обеспечения. Во время встречи с руководством ЭЛОРГ он убедил их в перспективах Tetris на глобальном рынке и смог заключить сделку.
Сделка с ЭЛОРГом обеспечила Роджерсу международные права на Tetris для домашних игровых систем. С этого момента он стал активно продвигать игру, которая впоследствии стала глобальным хитом, прежде всего благодаря версии для портативной игровой системы Game Boy от Nintendo. Этот успех привёл к совместному основанию компании The Tetris Company Роджерсом и Пажитновым.
Помимо своей работы в области видеоигр, Роджерс активно занимается социально-экологическими проектами. 2007 году он основал благотворительную организацию Blue Planet Foundation, занимающуюся поддержкой использования возобновляемой энергии на Гавайях. В 2015 году фонд сыграл ключевую роль в усилиях, которые привели к тому, что Гавайи стали первым штатом Соединённых Штатов Америки, принявшим закон о полном переходе на возобновляемую энергию.
После успешной работы в Blue Planet Foundation, Роджерс, вместе с дочерью Майей и местным венчурным инвестором Ченоа Фарнсворт, запустил Blue Startups — акселератор стартапов в Гонолулу. Цель этой организации — поддерживать, инвестировать и наставлять молодые технологические компании, уделяя особое внимание тем, кто обслуживает транс-тихоокеанский регион и/или нескольких целевых областей интересов на его территории.
В 2015 году Роджерс основал компанию Blue Planet Energy, которая стала поставщиком систем хранения энергии, то есть аккумуляторов, обеспечивающих электропитание домов, предприятий и критически важной инфраструктуры. Blue Planet Energy использует литий-ионные батареи, работающие на основе лития и железного фосфата (LFP), вместо батарей на основе никеля, марганца и кобальта (NMC). По мнению Роджерса, такой тип батарей более экологически устойчив, поскольку они негорючи и не требуют использования редкоземельных элементов.
Хэнк Роджерс занимает пост председателя Тихоокеанского международного космического центра исследовательских систем (PISCES) и является основателем компании International MoonBase Alliance. Компания принимала участие в создании эксперимента HI-SEAS, моделирующего условия Марса и Луны на территории в 1200 квадратных футов на Мауна-Лоа. Основная цель PISCES — развитие и расширение аэрокосмической промышленности на Гавайях с помощью прикладных исследований, подготовки кадров и инициатив экономического развития.

## Упоминания в СМИ
В кинофильме 2023 года «Тетрис» роль Хенка Роджерса исполняет валлийский актёр Тэрон Эджертон. Критик Джастин Чанг из Los Angeles Times высказал неодобрение по поводу выбора Эджертона, валлийца английского происхождения, для роли Роджерса, который имеет индонезийские корни. Он считает это примером «вайтвошинга». В своём обзоре Чанг отметил, что доверие зрителя к образу, создаваемому Эджертоном, подорвано в тот момент, когда актёр говорит о своём частично индонезийском происхождении. По его мнению, было сложно убедительно представить эту деталь в истории, где культурные особенности играют немаловажную роль.